# نوردستر
نوردستر یک منطقه اسکی کوهستانی است که در ۱۴ کیلومتری لیلهامر در نروژ، نه چندان دور از Sjusjøen قرار دارد. این منطقه در ارتفاع تقریبی واقع شده است، ۸۵۰ متر بالاتر از سطح دریا، و اسکی در ماه‌های دسامبر تا پایان مارس ارائه می‌دهد. در تابستان‌ها، این منطقه برای مردم محلی و تعداد فزاینده‌ای از گردشگران با فعالیت‌های بسیاری مانند پیاده‌روی، کایاک سواری، دوچرخه سواری، شکار بازی‌های کوچک و ماهیگیری محبوب است.

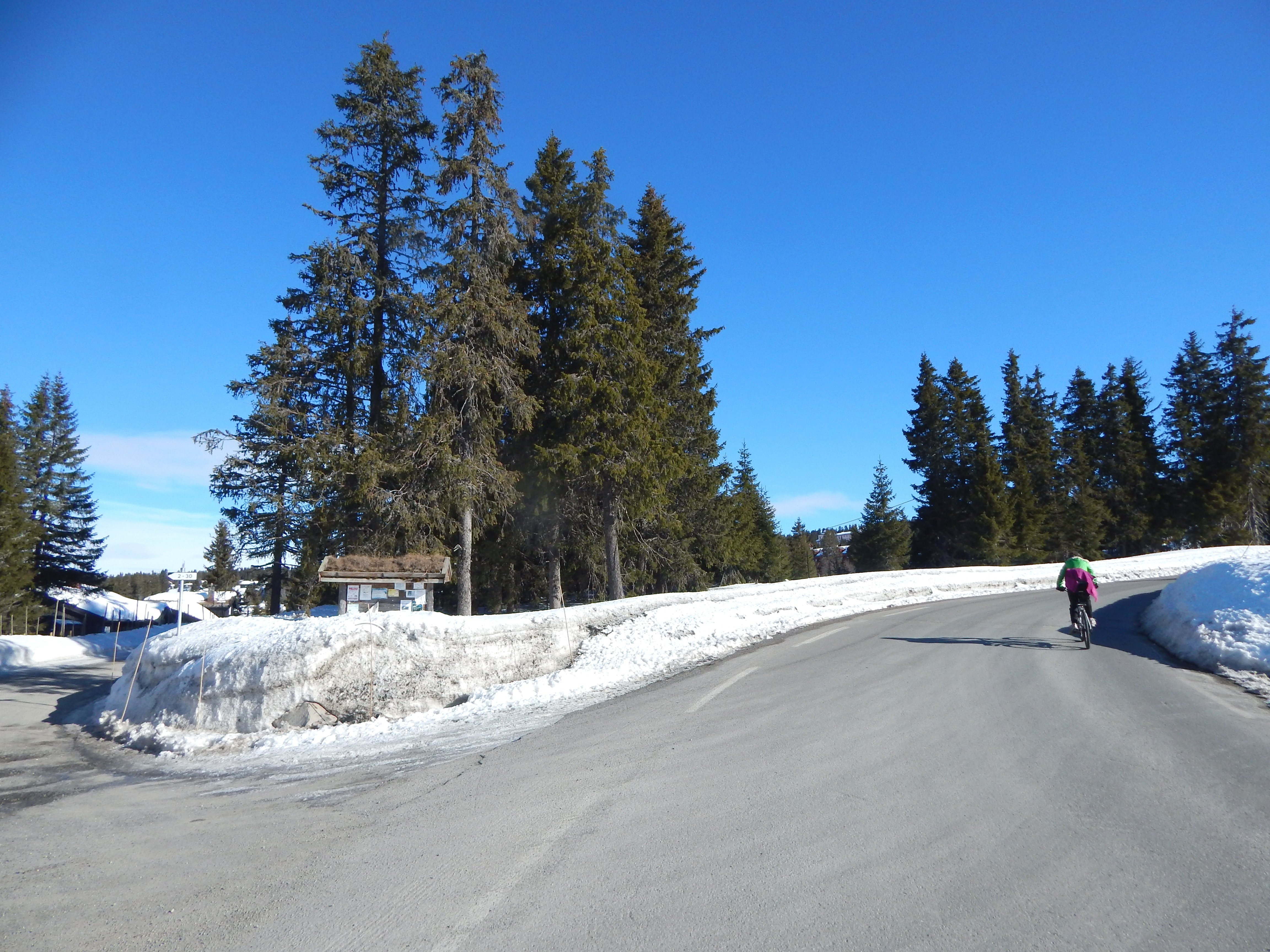

این منطقه برای قرن‌ها به عنوان مزارع تابستانی مورد استفاده قرار می‌گرفته است که در آن کشاورزان محلی از ذوب آب استفاده کرده و حیوانات خود را برای تغذیه به دامنه کوه سرسبز می‌برند. در اوایل دهه ۱۹۹۰ اولین مهمانخانه‌ها برای سرگرمی گردشگران و مسافران ظاهر شدند.